# Piers Sellers
Piers John Sellers (* 11. April 1955 in Crowborough, Grafschaft East Sussex, Großbritannien; † 23. Dezember 2016 in Houston, Texas) war ein US-amerikanisch-britischer Astronaut und Klimaforscher. Er war nach Helen Sharman und Michael Foale der dritte Brite im All und nach seinem Ausscheiden als aktiver Astronaut Leiter der geowissenschaftlichen Forschungsabteilung am NASA Goddard Space Flight Center.

## Leben
Sellers kam im Süden Großbritanniens zur Welt, wuchs jedoch meist außerhalb der Heimat auf. Sein Vater John arbeitete bei der Armee und deshalb zog die Familie oft um. So lernte er Europa, aber auch den Mittleren Osten kennen.
Noch bevor er Auto fahren konnte, lernte er fliegen. Im Alter von 15 Jahren fing er mit Segelfliegen an. Die private Pilotenlizenz machte er zwei Jahre später bei der Royal Air Force. Jets zu fliegen reizte ihn zwar, er verzichtete jedoch darauf, weil es bedeutet hätte, sich für viele Jahre als Berufssoldat zu verpflichten. Piers war viele Jahre gezwungen gewesen, Motorrad zu fahren, weil ihn sein Vater nicht mit dem Familienwagen fahren ließ; den Führerschein machte er erst mit 22.
Bis 1973 besuchte Sellers in der Grafschaft Kent das Gymnasium Cranbrook Primary; die Cranbrook School, so ihr amtlicher Name, wurde 1518 gegründet; einst wurde Elisabeth I. dort unterrichtet. Danach studierte er an der schottischen University of Edinburgh, die er 1976 mit einem Bachelor im Fach Ökologie abschloss. 1981 promovierte er im mittelenglischen West Yorkshire an der Faculty of Biological Sciences der University of Leeds im Fach Biometeorologie.
Sellers war ein anerkannter Wissenschaftler, ein ausgewiesener Experte in Fragen des Klimawandels und der globalen Erwärmung. Er begann sich schon ziemlich früh in seiner Wissenschaftslaufbahn für die Vorgänge in der Atmosphäre zu interessieren, und wie man die Abläufe darin mittels Computermodellen berechnen kann. Die NASA erfuhr davon, und Sellers bekam, kurz nachdem er seinen Doktor gemacht hatte, eine Einladung in die USA, um auf diesem Gebiet am Goddard Space Flight Center (GSFC) in Maryland zu arbeiten.
Sellers, der zu der Zeit als Softwareberater in London arbeitete, nahm das Angebot an, und er siedelte 1982 mit seiner Frau in die USA über. Mit drei Koffern und etwas Geld kamen sie in Greenbelt an, und zwei Tage später trat Sellers seinen Dienst an. Von da an forschte er am Laboratory for Terrestrial Physics des GSFC. Ihn interessierte vor allem, wie sich Atmosphäre und Biosphäre gegenseitig beeinflussen. Die nächsten 13 Jahre forschte er auf dem Gebiet des Klimas und der globalen Erwärmung, um mit Computermodellen, Satellitendaten und Erkundungsflügen die Zusammenhänge zu verstehen. Er arbeitete jedoch nicht nur vom Büro aus. Immer wieder unternahm er Expeditionen und arbeitete mit Kollegen auf der ganzen Welt zusammen. So untersuchte er beispielsweise in Brasilien den Einfluss, den das Abholzen des tropischen Regenwaldes auf das Wetter hat. Seine Arbeit führte ihn aber auch in die Wüste, genauer die Sahara. Das wohl umfangreichste Projekt, an dem er beteiligt gewesen war, war in Kanada angesiedelt. Im Norden des Landes wurde erforscht, wie sich das Klima auf das unbewohnte Gebiet auswirkt.

## Astronautentätigkeit

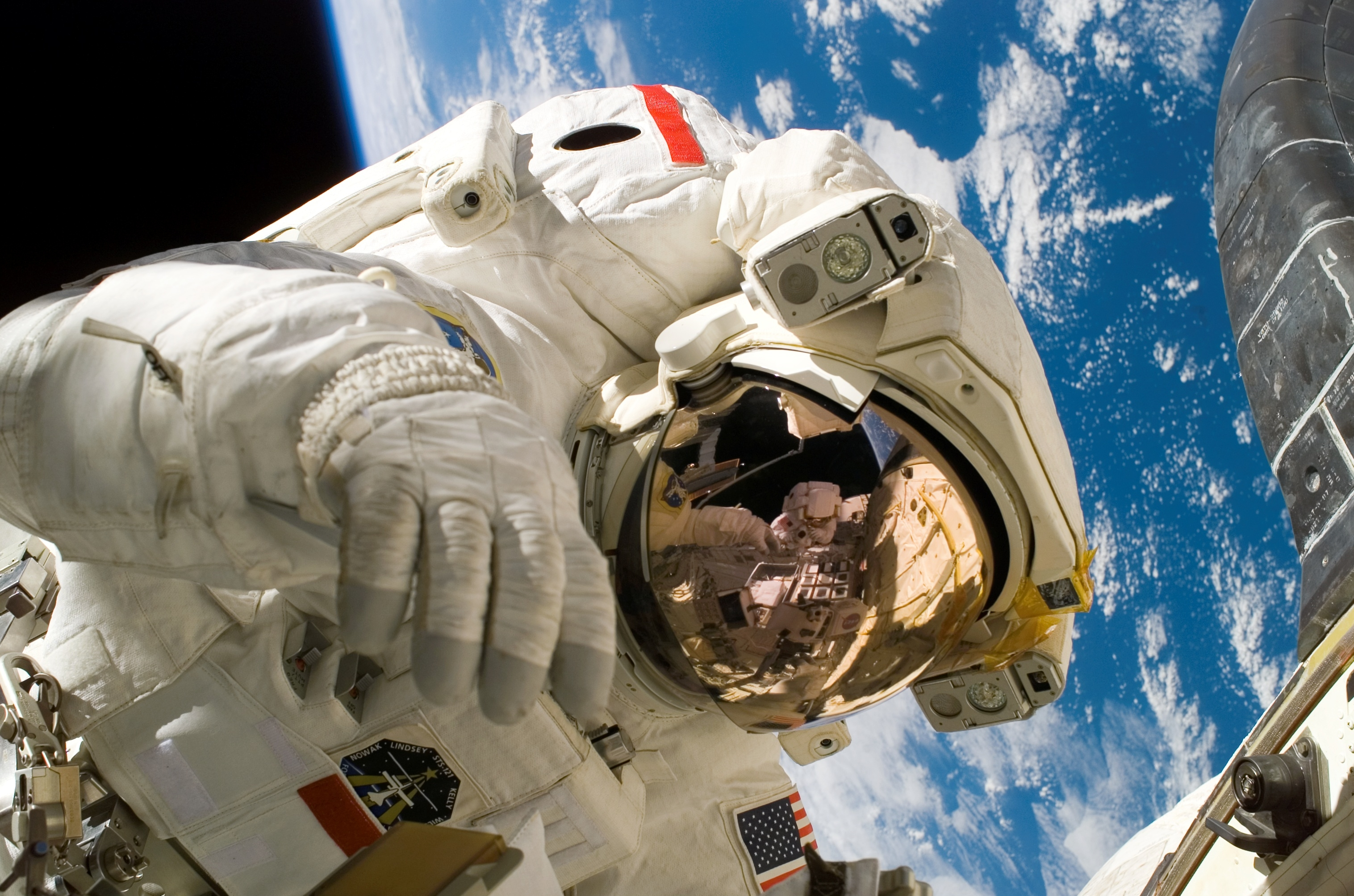
Piers Sellers bei einem Außenbordeinsatz während der Space-Shuttle-Mission STS-121, bei dem er Reparaturtechniken für den Hitzeschutzschild der Raumfähre testet

Bereits als kleines Kind war Sellers von der Raumfahrt begeistert. Er verfolgte gebannt den Flug Juri Gagarins einen Tag nach seinem sechsten Geburtstag und ließ sich alles von seinem Vater erklären. Auch die Livebilder der ersten Mondlandung 1969 begeisterten den Teenager. Astronaut war für ihn zunächst kein Berufswunsch, sondern Utopie, weil Großbritannien kein bemanntes Raumfahrtprogramm unterhält. Mit seinem Umzug in die USA änderte sich das. Schon bald begann er, sich bei der NASA als Astronaut zu bewerben. Jedes Jahr reichte er in Houston seine Unterlagen ein. Sein größtes Hindernis war die britische Staatsangehörigkeit, und so nahm er 1991 zusätzlich die US-Staatsbürgerschaft an.
Piers Sellers kam mit der 16. Astronautengruppe zur NASA, die mit einer Stärke von 35 Anwärtern die größte Gruppe seit den legendären „Thirty Five New Guys“ 1978 (Gruppe 8) bildete. Sellers zählte zu den insgesamt 2.432 Bewerbern, die den formalen Auswahlkriterien entsprachen. Daraus gingen 123 Finalisten hervor, die zwischen Oktober 1995 und Februar 1996 das JSC in Houston besuchten, um Bewerbungsgespräche zu führen und medizinisch untersucht zu werden. Mitte August 1996 begann Sellers zusammen mit den 43 anderen Kandidaten die zweijährige Grundausbildung.
Piers Sellers wurde nach seinem Basistraining zum Missionsspezialisten dort eingesetzt, wo er seine jahrelange Erfahrung einbringen konnte – in der Computerabteilung. 1999 kam er zur noch jungen ISS-Abteilung. Die nächsten zweieinhalb Jahre arbeitete er zusammen mit der russischen Seite am Computerprogramm für die ISS. Er pendelte ständig zwischen Houston und Moskau hin und her, bis er mit dem flugspezifischen Training für seinen ersten Einsatz begann.
Sellers wurde im August 2001 das erste Mal für einen Shuttle-Flug aufgestellt. STS-112 wurde im Oktober 2002 mit der Atlantis durchgeführt und brachte eine 390 Millionen Dollar teure und 14 Tonnen schwere Gitterkonstruktion zur Internationalen Raumstation (ISS). Der sogenannte S1-Ausleger wurde von Sellers und seinem Kollegen David Wolf bei drei Außenbordeinsätzen (EVAs) an der Raumstation angebracht.
Nur zwei Monate nach seinem Jungfernflug wurde Sellers erneut mit einem Flug betraut. Zusammen mit James Halsell als Kommandant, Alan Poindexter als Pilot sowie Stephanie Wilson, Wendy Lawrence und Michael Foreman als Missionsspezialisten, sollte er die Besatzung von STS-120 bilden. Der Versorgungsflug zur ISS war für Februar 2004 vorgesehen gewesen und sollte mit dem Verbindungsmodul Harmony die Raumstation weiter ausbauen. Wegen des Columbia-Unglücks ein Jahr zuvor, musste die Flugplanung des Shuttle-Programms umgestellt werden und STS-120 wurde um mehrere Jahre verschoben.
Im Juli 2004 nahm die NASA eine kleine Umgestaltung bei der Besatzung von STS-121 vor. Carlos Noriega wurde aus medizinischen Gründen vom Flug genommen und durch Sellers ersetzt. Die Mission wurde nach mehreren Verschiebungen im Juli 2006 durchgeführt. Hauptaufgaben waren einmal nachzuweisen, dass die nach STS-107 und STS-114 angegangenen Verbesserungen am Space Shuttle funktionieren, und zum anderen, die ISS mit Gütern zu versorgen sowie deren zweiköpfige Besatzung durch einen Astronauten zu verstärken. Damit arbeiten seit der ISS-Expedition 6 wieder drei Raumfahrer auf der Station. Während des zweiwöchigen Fluges unternahmen Sellers und sein Kollege Fossum drei EVAs. Dabei führten sie Reparaturen an der Raumstation durch, testeten ein System aus zwei Roboterarmen auf deren strukturelle Integrität und erprobten eine neuartige Spachtelmasse auf deren Weltraumtauglichkeit.
Zu seinem dritten Raumflug startete Sellers am 14. Mai 2010 mit der STS-132. Dies war der vorletzte Flug der Raumfähre Atlantis. Die Landung erfolgte am 26. Mai 2010. 2011 schied er aus dem NASA Astronautenkorps aus. Später wurde er Direktor der geowissenschaftlichen Forschungsabteilung am Goddard Space Flight Center der NASA.
Am 20. Juni 2016 wurde der Asteroid (6018) Pierssac nach ihm benannt. Northrop Grumman benannte den Raumtransporter Cygnus NG-17 nach ihm.

## Privates
Sellers und seine britische Frau kannten sich seit der Studentenzeit und haben zwei Kinder. Anfang 2016 machte er in der The New York Times öffentlich, dass er tödlich an Bauchspeicheldrüsenkrebs erkrankt sei. Diese Bekanntmachung verband er mit dem Aufruf, Klimaschutz zu betreiben und die Erde vor den Folgen der globalen Erwärmung zu schützen. Als Astronaut habe er aus dem Orbit gesehen, „wie zerbrechlich und unendlich wertvoll“ die Erde sei. Auch wenn seine ihm noch verbleibende Lebenszeit nunmehr stark begrenzt sei, sei er doch hoffnungsvoll für die Zukunft der Erde. Daher werde er am nächsten Tag wieder in sein Büro fahren und weiterforschen. Am 23. Dezember 2016 starb Sellers im Alter von 61 Jahren an seiner Erkrankung.

## Schriften (Auswahl)
- Thomas Hilker et al.: Vegetation dynamics and rainfall sensitivity of the Amazon. In: Proceedings of the National Academy of Sciences. Band 111, Nr. 45, 2014, S. 16041–16046, doi:10.1073/pnas.1404870111.
- Piers J. Sellers et al.: BOREAS in 1997: Experiment overview, scientific results, and future directions. In: Journal of Geophysical Research Atmospheres. Band 102, D24, 1997, S. 28731–28769, doi:10.1029/97JD03300.
- Piers J. Sellers, Compton J. Tucker, G. James Collatz: A Revised Land Surface Parameterization (SiB2) for Atmospheric GCMS. Part II: The Generation of Global Fields of Terrestrial Biophysical Parameters from Satellite Data. In: Journal of Climate. Band 9, Nr. 4, 1996, S. 676–705, doi:10.1175/1520-0442(1996)009<0706:ARLSPF>2.0.CO;2.
- Carlos A. Nobre, Piers J. Sellers, Jagadish Shukla: Amazonian Deforestation and Regional Climate Change. In: Journal of Climate. Band 4, Nr. 10, 1991, S. 957–988, doi:10.1175/1520-0442(1991)004<0957:ADARCC>2.0.CO;2.
- Piers J. Sellers: Canopy reflectance, photosynthesis and transpiration. In: International Journal of Remote Sensing. Band 6, Nr. 8, 1985, S. 1335–1372, doi:10.1080/01431168508948283.